# Giovanni Battista Bussi (1755-1844)
Pour les articles homonymes, voir Giovanni Battista Bussi et Bussi.
Giovanni Battista Bussi (né le 29 janvier 1755 à Viterbe, dans l'actuelle province de Viterbe, dans la région du Latium, alors dans les États pontificaux et mort le 31 janvier 1844 à Bénévent) est un cardinal italien du XIXe siècle.
Les autres cardinaux de sa famille sont Giovanni Battista Bussi (1712) et Pierfrancesco Bussi (1759).

## Biographie
Giovanni Battista Bussi exerce diverses fonctions au sein de la Curie romaine, notamment comme auditeur général de la Chambre apostolique. Il est arrêté par les Français en 1809 et transféré à Paris. Bussi est élu archevêque de Bénévent en 1824.
Le pape Léon XII le crée cardinal lors du consistoire du 3 mai 1824.
Il participe au conclave de 1829 lors duquel Pie VIII est élu et au conclave de 1830-1831 (élection de Grégoire XVI).

### Source
- Fiche du cardinal Giovanni Battista Bussi sur le site fiu.edu